# Team Neotel
El Team Neotel (codi UCI: NEO) va ser un equip ciclista sud-africà de categoria continental que va competir de 2007 a 2009.

## Principals victòries
- Powerade Dome 2 Dome Cycling Spectacular: Jaco Venter (2007), Nolan Hoffman (2008)
- Tour de Corea: Roger Beuchat (2009)
- Tour del Jura: Roger Beuchat (2009)

### Grans Voltes
- Tour de França
  - 0 participacions

- Giro d'Itàlia
  - 0 participacions

- Volta a Espanya
  - 0 participacions

## Classificacions UCI
L'equip participava en els circuits continentals i principalment a les proves de l'UCI Àfrica Tour. La taula presenta les classificacions de l'equip i el millor ciclista en la classificació individual.
UCI Àfrica Tour
| Temporada | Classificació per equips | Millor ciclista en la classificació individual |
| --------- | ------------------------ | ---------------------------------------------- |
| 2008      | 3r                       | Johann Rabie (12è)                             |
| 2009      | 9è                       | Johann Rabie (14è)                             |

UCI Àsia Tour
| Temporada | Classificació per equips | Millor ciclista en la classificació individual |
| --------- | ------------------------ | ---------------------------------------------- |
| 2008      | 28è                      | Nolan Hoffman (51è)                            |
| 2009      | 12è                      | Nolan Hoffman (39è)                            |

UCI Europa Tour
| Temporada | Classificació per equips | Millor ciclista en la classificació individual |
| --------- | ------------------------ | ---------------------------------------------- |
| 2009      | 94è                      | Roger Beuchat (271è)                           |